# Otomar Kubala
Otomar Kubala (26. ledna 1906, Lakšárska Nová Ves – 28. srpna 1946, Bratislava) byl příslušník radikálního pravicového křídla HSLS, náčelník štábu, později zástupce velitele Hlinkovy gardy, po vypuknutí SNP získal pravomoci hlavního velitele Hlinkovy gardy.

## Život
Kubala se narodil dne 26. ledna 1906 v Lakšárské Nové Vsi, dnes okres Senica. Studoval na učitelském ústavu v Modre. Působil jako učitel v Smolenicích, Kútech a Uhorské Nové Vsi. V roce 1934 se stal ředitelem školy ve Varíně. V listopadu 1938 se stal aktivním členem Hlinkovy gardy a později jejím místním velitelem. V roce 1939 byl jmenován ředitelem školy v Bratislavské Rači, působil na hlavním velitelství HG. V roce 1941 se stal šéfredaktorem novin Gardista.
Po salcburských jednáních se stal 30. července 1940 zástupcem velitele Hlinkovy gardy a zároveň náčelníkem jejího štábu. Udržoval blízké kontakty s německým poradcem pro HG Viktorem Nagelerem. Přestože neovládal německý jazyk, rychle se stal oddaným obdivovatelem německého národního socialismu a spolu s Tukou a Alexandrem Machem představoval ukázkového přívržence zavedení nacistické politiky na Slovensku. V důsledku konfliktů s Jozefem Tisem byl 20. května 1942 zbaven funkce. Ve funkcí zástupce velitele HG ho nahradil Karol Danihel. Kubala pak krátce pracoval jako učitel.
Po vypuknutí SNP byl Mach kritizován za podíl na vzniku povstání a 5. září odvolán z funkce. Kubala byl od 7. září 1944 náčelníkem štábu Hlavního velitelství Hlinkovy gardy. Jelikož od téže doby nebyl do konce války na post šéfa HG jmenován nikdo (de iure jím byl Tiso), Kubala se stal de facto jejím nejvyšším velitelem. Zároveň se 11. října 1944 stal vedoucím bezpečnostního odboru ministerstva vnitra. Kromě Hlinkovy gardy velel i jednotkám Pohotovostních oddílů HG, domobrany, ÚŠB, policie, četnictva, finanční stráže apod. Jednotky pod jeho velením úzce spolupracovaly s německými okupačními orgány, gestapem a SS při perzekucích a pronásledování povstalců, partyzánů a ostatních pro Německo nežádoucích osob. Nesl odpovědnost na uskutečnění několika masových poprav a válečných zločinů. Od prosince 1944 plně spolupracoval s německými orgány, byl označen za nejpovolanější osobu soustřeďující výkonnou moc na Slovensku a nástroj provádění německých příkazů.
V důsledku postupného ústupu německých vojsk (Wehrmachtu) z území Slovenska zorganizoval ústup slovenských vojsk a gardistů.Střežil zlatý poklad slovenské národní banky u Prosečnic. Vzdal se do rukou amerických jednotek v jižních Čechách, nedaleko Strakonic. Následně byl předán československým orgánům.
Národní soud ho 4. srpna 1946 odsoudil k trestu smrti za zločiny proti lidskosti. Dne 28. srpna 1946 byl popraven zastřelením.